# رينا أسامي
رينا أسامي (بالكانا:あさみ れいな) هي عارضة وعارضة أزياء وممثلة يابانية، ولدت في 7 يونيو 1983 في اليابان.

## وصلات خارجية
- رينا أسامي على موقع IMDb (الإنجليزية)
- رينا أسامي على موقع ألو سيني (الفرنسية)
- رينا أسامي على موقع قاعدة بيانات الفيلم (الإنجليزية)
- رينا أسامي على موقع كينوبويسك (الروسية)